# Graduate Women International
Die International Federation of University Women (IFUW) ist eine internationale Organisation, die zum Ziel hat die Bildung von Frauen zu fördern. Seit 2015 ist der Name Graduate Women International.
Die IFUW wurde 1919 von Virginia Gildersleeve, Caroline Spurgeon und Rose Sidgwick gegründet.
Sie hat nationale Organisationen in vielen Ländern wie zum Beispiel Australien oder Kanada. In Deutschland existiert mit dem Deutschen Akademikerinnenbund ein nationaler Ableger, in Österreich mit dem Verband der Akademikerinnen Österreichs ebenso.
Ausländische Mitglieder leisteten während der Zeit des Nationalsozialismus zahlreichen Wissenschaftlerinnen entscheidende Hilfe bei der legalen Emigration und illegalen Flucht von Deutschland und den besetzten Gebieten ins freie Ausland, indem sie ihnen finanzielle Mittel zur Ausreise besorgten, für ihren Lebensunterhalt im Gastland bürgten, ihnen Arbeitsplätze besorgten, für ihre politische Unbedenklichkeit bürgten und die gesellschaftliche Integration im Exil erleichterten. Zu diesen Begünstigten gehörten beispielsweise Charlotte Leubuscher, Alice Masaryková, Lise Meitner, Käte Pariser, Alice Salomon, Georgette Schüler, Hertha Sponer und Frieda Wunderlich.